# آني سبرينكل
آني سبرينكل (بالإنجليزية: Annie Sprinkle) (ولدت باسم إلين شتاينبرغ في 23 يوليو 1954)، عالمة تربية جنسية أمريكية وغانية سابقة، وراقصة تعري وممثلة إباحية ومقدمة تلفزيونية، ومحررة في مجلة إباحية، وكاتبة ومنتجة لأفلام الجنس. حصلت على شهادة في التصوير من كلية الفنون البصرية في عام 1986 وحصلت على شهادة الدكتوراه في النشاط الجنسي البشري من معهد الدراسات المتقدمة من النشاط الجنسي الإنساني في سان فرانسيسكو في عام 1992. وتزوجت من شريكتها بيث ستيفنز في كندا في 14 يناير 2007.

## روابط خارجية
- آني سبرينكل على موقع IMDb (الإنجليزية)
- آني سبرينكل على موقع ميوزك برينز (الإنجليزية)
- آني سبرينكل على موقع أول موفي (الإنجليزية)
- آني سبرينكل على موقع قاعدة بيانات الأفلام السويدية (السويدية)
- آني سبرينكل على موقع إن إن دي بي (الإنجليزية)
- آني سبرينكل على موقع ديسكوغز (الإنجليزية)
- آني سبرينكل على موقع قاعدة بيانات الفيلم (الإنجليزية)
- آني سبرينكل على موقع كينوبويسك (الروسية)